# À Descoberta da Guiné-Bissau
À Descoberta da Guiné-Bissau (portugiesisch für: „Auf Entdeckung Guinea-Bissaus“) ist ein Reiseführer zum westafrikanischen Land Guinea-Bissau. Autorinnen sind Joana Benzinho und Marta Rosa von der portugiesischen Hilfsorganisation Afectos com Letras.
Das Buch wurde im Dezember 2015 von Afectos com Letras in Zusammenarbeit mit der Europäischen Union und dem guinea-bissauischen Ministerium für Tourismus und Kunsthandwerk (Ministério do Turismo e Artesanato) veröffentlicht und erschien in den vier Sprachen Portugiesisch (À Descoberta da Guiné-Bissau), Englisch (Discovering Guinea-Bissau), Französisch (À la découverte de la Guinée-Bissau) und Spanisch (A Descubrir Guinea-Bissau). Ende 2017 galten die bei Gráfica Ediliber in Coimbra gedruckten Auflagen von je 3.000 Stück weitgehend als ausverkauft, doch stehen auch kostenlose PDF-Abrufe zur Verfügung.
Anlass für die Veröffentlichung war das 40. Jubiläum der Entwicklungszusammenarbeit zwischen der EU und Guinea-Bissau. Das Land wurde 1974 von Portugal unabhängig und trat 1975 dem Lomé-Abkommen bei, noch im gleichen Jahr begann dann das offizielle europäische Engagement in Guinea-Bissau.

## Hintergrund
Zum einen gilt die frühere Portugiesische Kolonie Guinea-Bissau nach einer Abfolge von innenpolitischen Krisen mit Staatsstreichen und einem Bürgerkrieg bis heute als chronisch instabil. Im Wesentlichen unterhalten heute nur noch die ehemalige Kolonialmacht Portugal und die EU Entwicklungshilfeprojekte in dem Land. Zu den wenigen Nichtregierungsorganisationen, die im Land weiterhin Projekte durchführen, zählen ebenfalls überwiegend portugiesische Initiativen, neben der Assistência Médica Internacional (AMI) vor allem Afectos com Letras.
Zum anderen setzt das Land zukünftig auf den Fremdenverkehr als einem bedeutenden wirtschaftlichen Entwicklungsfaktor, insbesondere auf einen sanften und naturnahen Tourismus. Guinea-Bissau verfügt über eine Reihe großer Naturschutzgebiete, von denen das bekannteste der Bissagos-Archipel sein dürfte, seit 1996 von der UNESCO als Biosphärenreservat anerkannt (siehe auch Liste der Naturschutzgebiete in Guinea-Bissau).
Vor diesem Hintergrund wurde im Frühjahr 2016 dieser Reiseführer zu dem Land öffentlich vorgestellt.
Über die Veröffentlichung des Buches wurde in Portugal und den afrikanischen Staaten mit Amtssprache Portugiesisch berichtet.

## Funktion, Format und Preis
Neben seiner Funktion als klassischem Reiseführer soll das Buch auch als vielseitige Informationsquelle zu Guinea-Bissau dienen, da über das kleine Land selten berichtet und deshalb nur wenig bekannt ist. Das Buch richtet sich sowohl an Reisende und Interessierte außerhalb Guinea-Bissaus wie auch an die Bewohner des Landes selbst, die hier einen Überblick und die wichtigsten Informationen über ihr Land in einem handlichen Buch erhalten.
Das reich bebilderte Werk ist 162 Seiten dick und erschien im Format 148 × 210 mm.
Es wurde zu einem Festpreis von 10 Euro bzw. 6.560 CFA verkauft.

## Inhalt und Gliederung
Das Buch wird durch ein Vorwort des Botschafters Victor Madeira dos Santos eingeleitet, Chef der EU-Delegation in Guinea-Bissau, danach geben Landkarten einen Überblick über Lage des Landes und seiner wichtigsten Orte.
Nach Vorschlägen für Tagesausflüge und verschiedene mehrtägige Besichtigungstouren folgen auf Seite elf ein historischer Abriss und ab Seite 15 Informationen zu Geografie, Klima, Demografie und Verwaltungsgliederung Guinea-Bissaus, dann zu den Ethnien, Sprachen, Religionen, Traditionen und Gebräuchen des Landes.
Auf Seite 19 erhält der Leser Informationen zur Wirtschaft und den ökonomische Eckdaten. Ab Seite 20 wird die reiche Fauna und Flora Guinea-Bissaus dargestellt, und ab Seite 24 folgen Erläuterungen zur Gastronomie des Landes, zum Sport und zur vielfältigen Kultur. Auf der Seite 28 werden die jährlichen Feiertage Guinea-Bissaus mit Datum und Anlass aufgeführt.
Ab der Seite 29 folgen dann die eigentlichen, nunmehr detailliert aufgeführten Sehenswürdigkeiten und Reiseziele, nach den Verwaltungsregionen und -sektoren Guinea-Bissaus gegliedert. Dabei werden die verschiedenen Sehenswürdigkeiten und Besuchsziele vorgestellt, die Erreichbarkeiten und Entfernungen genannt, und die lokalen Möglichkeiten für Transport, Verpflegung und Unterkunft aufgeführt. Vorgestellt werden Ziele aus Natur, Kultur, Architektur, Volkskunde und Geschichte aus allen neun Regionen des Landes.
Anschließend werden ab Seite 142 Hinweise und Tipps gegeben zu den empfohlenen Reisezeiten, nötigen Einreiseformalien, angeratenen Reiseutensilien und -apotheke, Sicherheit, Hinweise zu Gesundheit nebst Kontaktdaten der dortigen Krankenhäuser und geeigneten Apotheken, und auch Informationen zu Zeitzone, Netzspannung, Transportmittel, Währung und Umtausch, zu Telekommunikation und Internet, Fluggesellschaften und Reiseagenturen. Es folgt ein kleiner Sprachführer für Guineabissauisches Kreol und die Kontaktdaten europäischer Botschaften und Konsulate in Guinea-Bissau.
Nach einem Überblick über die dortige Medienlandschaft, einem Glossar und einem Nachwort zu Situation und Aussichten des Tourismus in Guinea-Bissau durch den Minister für Tourismus und Kunsthandwerk Malam Djaura, werden ab Seite 154 die wichtigsten Projekte der Hilfsorganisation Afectos com Letras dargestellt. Einem Foto der beiden Autorinnen und einer Dankesliste folgt auf Seite 158 ein Inhaltsverzeichnis und schließlich die zwei letzten Seiten mit Raum für persönliche Notizen.